# Mal’ackah
Die Wegestunde Mal’ackah, auch Maragha, war ein ägyptisches Längen- und Wegemaß, welches durch Zeitangabe die Länge der Strecke bestimmte. In Ober- und Unterägypten war das Maß unterschiedlich.
- allgemein 1 Mal’ackah = 16 Dereghe = 64 Marschminuten = 1 bis 1 ½ Stunden Weg = 64 Feddan = 4928 Meter[1]
- Unterägypten 1 Mal’ackah = 1 Stunde Weg = 2 ½ bis 3 Meilen (engl.)
- Oberägypten 1 Mal’ackah = 1 ½ Stunde Weg = 3 ¾ bis 4 ½ Meilen (engl.)